# Frauenwahlrecht in Südasien

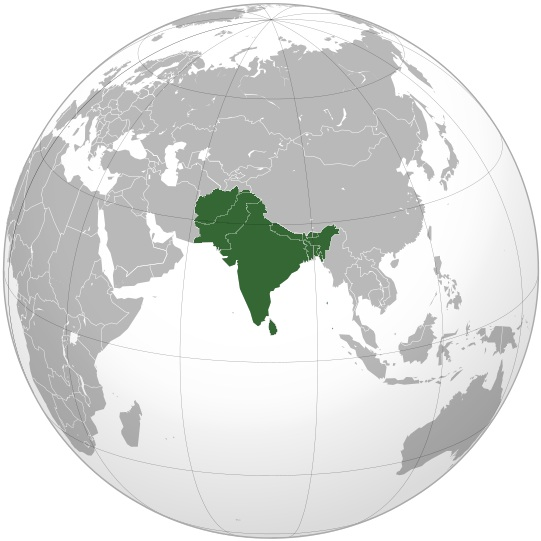
Staaten Südasiens

Das Frauenwahlrecht in Südasien, also in den Staaten Afghanistan, Bangladesch, Bhutan, Indien, den Malediven, Nepal, Pakistan und Sri Lanka, weist keine einheitliche Entwicklung auf. Die verschiedenen Religionen, der Umgang mit der kolonialen Vergangenheit sowie unterschiedliche Epochen politischer Wirren und kriegerischer Auseinandersetzung beeinflussten die Entwicklung. Häufig wurde das Frauenwahlrecht bei seiner Einführung an Bedingungen wie das Beherrschen von Lesen und Schreiben oder ein bestimmtes Vermögen geknüpft, sodass Frauen zwar wählen durften, aber nicht unter denselben Bedingungen wie Männer. Sri Lanka war eines der ersten Länder in Asien und Afrika, in denen das Frauenwahlrecht erreicht wurde.

## Untersuchung möglicher Einflussfaktoren auf die politische Repräsentation von Frauen

### Religion
In den ehemaligen Kolonien mit zahlreicher islamischer Bevölkerung, etwa Pakistan, gab es eine Tendenz, die Frauenemanzipation mit dem Westen und damit den Kolonialherren in Verbindung zu bringen. Hieraus erwuchs in der Phase der Entkolonialisierung die Bestrebung, die Frauenemanzipation abzulehnen, um ihre nationale Identität zur Geltung bringen zu können.
Sri Lanka hatte einen ähnlichen Hintergrund wie Indien, unterlag aber erheblichem buddhistischen Einfluss. Der Buddhismus gesteht Frauen einen hohen Stellenwert zu. Dies führte zu einer umfangreicheren Alphabetisierung von Frauen als in Staaten mit anderen Religionen, was Grundlage für ein stärkeres Selbstbewusstsein der Frauen war und sich auf die Entwicklung des Frauenwahlrechts positiv auswirkte.

### Verdienste der Frauen im Kampf um die Unabhängigkeit
Wie in Finnland so ist auch in Indien das Erlangen des Frauenwahlrechts in Verbindung mit dem Einsatz der Frauen im Kampf um Unabhängigkeit zu sehen. Vor der Unabhängigkeit hatten Frauen nur ein beschränktes Wahlrecht erreichen können.

### Nationalistisches Gedankengut aus anderen Staaten
Der Einfluss des nationalistischen Gedankenguts Indiens auf die Nachbarstaaten führte dazu, dass in einigen Staaten, etwa Sri Lanka, Frauen das Wahlrecht sogar noch früher erlangten als in Indien.

### Vorreiterrolle abgelegener Gebiete
Auf subkontinentaler Ebene bestätigt sich am Beispiel von Sri Lanka und anderen Nachbarstaaten Indiens, dass das Frauenwahlrecht in abgelegeneren Gebieten, die politisch nicht im Zentrum standen, früher erlangt wurde als dort, wo es ein hoch entwickelte politische Kultur gab.

### Männerwahlrecht
1912 erhielten in Sri Lanka Männer aus der Mittelschicht das Wahlrecht, und dies ermutigte wie in Europa Frauen, für ihresgleichen ein Wahlrecht zu gleichen Bedingungen wie das der Männer zu fordern.

### Krieg und neue Verfassungen
Krieg und die anschließende Ausarbeitung neuer Verfassungen brachte häufig die Einführung des Frauenwahlrechts mit sich, und zwar unabhängig von der neuen Ausrichtung des Staates: In Indien war es eine liberale Demokratie, während in Burma Gewalt und politische Wirren herrschten.

## Einzelne Staaten

### Afghanistan

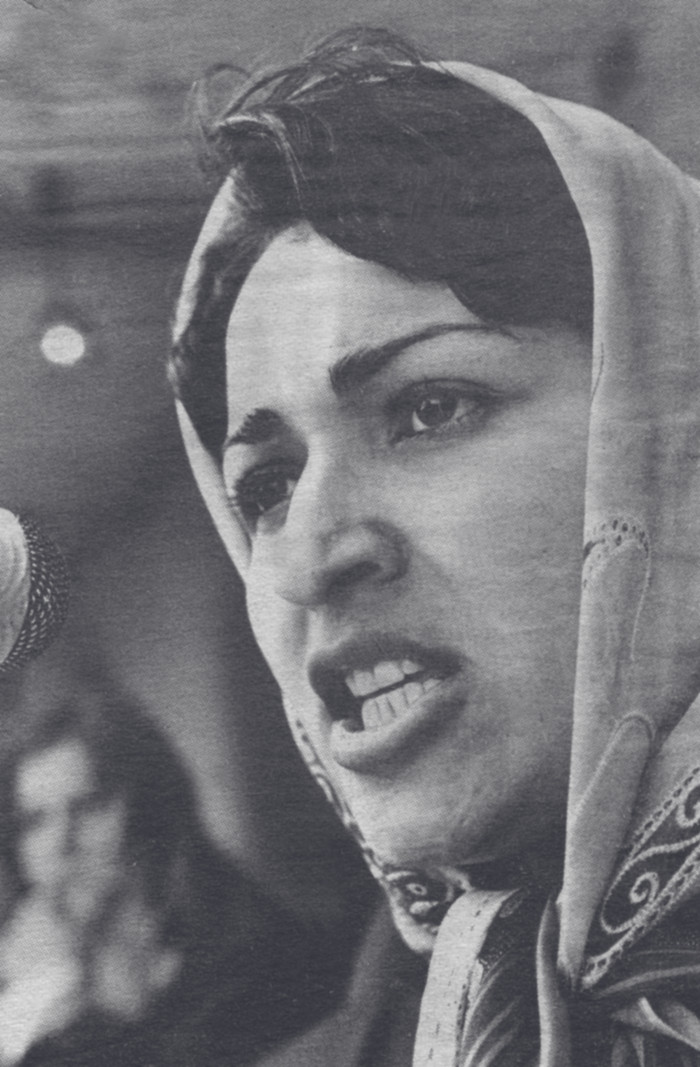
Meena Keshwar Kamal (1956–1987), afghanische Frauenrechtlerin

Unter Amanullah Khan gab es 1923 den Vorschlag einer neuen Verfassung, die Wahlrechte für Frauen enthielt. Die Reformvorschläge wie die Abschaffung der Verschleierung und die Verbesserung der Bildungsmöglichkeiten für Frauen stießen auf den Widerstand der Stammesfürsten, deren Macht auf strenger Kontrolle beruhte.  Diese setzten Amanullah Khan 1929 ab und machten die Reformen rückgängig: Nader Shah und Zaher Shah strichen die frauenfreundlichen Maßnahmen, Mädchenschulen wurden geschlossen, der Schleier wurde Pflicht und Frauen durften nicht wählen.
In der Verfassung von 1963, die eine konstitutionelle Monarchie vorsah und 1964 in Kraft trat, erhielten Frauen das aktive und passive Wahlrecht und übten es 1965 erstmals aus. Doch es war auf Frauen beschränkt, die lesen und schreiben konnten; diese Beschränkung wurde später aufgehoben. Die erste Wahl einer Frau in das Nationale Parlament Afghanistans fand im Juli 1965 statt.
Nach dieser Wahl kamen instabile Zeiten für die Demokratie und 1973 wurde der König abgesetzt und mit Hilfe der Sowjets, die in Afghanistan eigene Interessen verfolgten, eine Republik ausgerufen, politische Parteien gab es nicht. Doch die Zukunft des Landes wurde öffentlich diskutiert und Feministinnen wie Meena Keshwar Kamalkonnten sich organisieren.
Nach dem Rückzug der Sowjets 1989 war das Land den Chefs militärischer Banden überlassen, bis 1996 die Taliban siegten. In diesen turbulenten Zeiten herrschte die Meinung vor, die traditionellen afghanischen Werte müssten hochgehalten, westliche Mächte zurückgedrängt und das Frauenwahlrecht als Attribut des westlichen Demokratiegedankens abgelehnt werden. Unter der Schirmherrschaft der Vereinten Nationen konnte im Dezember 2001 das Gipfeltreffen der afghanischen Frauen für Demokratie, bei dem gleiche Rechte für die Geschlechter inklusive des Wahlrechts gefordert wurden, stattfinden. Bildung galt als Schlüssel für die Gleichberechtigung: Nach dem Sturz der Talibanregierung 2001 wurden die Mädchenschulen wieder eingeführt, doch wurden diese von den Fundamentalisten bekämpft, sodass es Ende 2006 ganze Provinzen ohne Mädchenschulen gab. Die Revolutionäre Vereinigung der Frauen Afghanistans RAWA setzte ihren Kampf für eine säkulare Regierung fort. Es wurden große Anstrengungen unternommen, um Frauen für die 2004 stattfindenden Präsidentenwahlen zu registrieren; mehr als vier Millionen Frauen trugen sich ein und stellten damit 41 Prozent der 10,5 Millionen Registrierten. Als Zeichen der Bereitschaft zu einer öffentlichen Bekundung für die Gleichstellung von Frauen wurden bei den Parlamentswahlen 2005 für Frauen 25 % der Sitze reserviert.

### Bangladesch

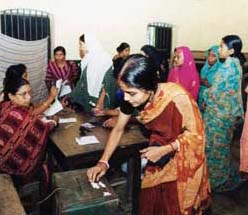
Frauen in Bangladesch stehen Schlange für die Stimmabgabe, 2004

1937 trat der Government of India Act, der 1935 verabschiedet worden war, in Kraft, der das Stimmrecht für alphabetisierte Frauen, die ein Einkommen hatten und Steuern zahlten, enthielt. Als Pakistan 1947 ein unabhängiges Herrschaftsgebiet geworden war, wurde dieses Recht bestätigt und auch auf Bangladesch, damals Ostpakistan, angewendet. 1956, als Bangladesch noch Teil von Pakistan war, erhielten Frauen das allgemeine Wahlrecht.
1971 wurde Bangladesch als Folge der Abtrennung von Ostpakistan von Pakistan unabhängig. Am 4. November 1972 wurde eine neue Verfassung beschlossen und im Dezember 1972 in Kraft gesetzt, die ein allgemeines Wahlrecht für alle Bürgerinnen und Bürger ab 18 Jahre garantierte.
Im nationalen Parlament werden 300 Sitze durch Wahl vergeben, 50 weitere (vor dem Fifteenth Amendment Act, der am 30. Juni 2011 vom Parlament verabschiedet wurde, waren es nur 45) sind für Frauen reserviert. Sie werden den Parteien entsprechend dem erlangten Stimmenanteil in den Wahlen zugeteilt, die von ihnen ausgewählten Kandidatinnen werden vom Parlament bestätigt (Stand 2016).
Erste Wahl einer Frau ins nationale Parlament: März 1973.

### Bhutan
1953 erhielten Frauen ein eingeschränktes Wahlrecht auf nationaler Ebene: Es gab nur eine Stimme pro Haushalt. Erst neue gesetzliche Regelungen (Royal Decree vom 30. Juni 2007, Election Act of the Kingdom of Bhutan 2008, Public Election Fund Act of the Kingdom of Bhutan 2008, eine neue Verfassung, die vom Parlament am 21. Juli 2008 angenommen wurde) garantierten ein allgemeines Wahlrecht. Auf lokaler Ebene ist nur eine Stimme pro Familie erlaubt (Stand 2007), was zur Folge hat, dass Frauen in der Praxis oft von der Wahl ausgeschlossen sind.
Passives Frauenwahlrecht: 1953
Erste Wahl einer Frau ins nationale Parlament: 1975

### Indien
Laut Berichten aus dem Jahr 1900 wurde die Beteiligung von Frauen an Lokalwahlen in Bombay mit einem Zusatz zum Bombay Municipal Act (1888) ermöglicht: Hausbesitzer durften dann unabhängig vom Geschlecht wählen. Es gibt aber Hinweise darauf, dass einige Frauen bei den Stadtratswahlen von Bombay schon viele Jahre vorher mit abstimmten.
1918 unterstützte der Nationale Indische Kongress die Einführung des aktiven Frauenwahlrechts, und die Verfassungsreformen von 1919 ermöglichten es den gesetzgebenden Versammlungen in den Provinzen, über die Einführung selbst zu entscheiden. Die Provinz Madras, in der die antibrahmanische Partei die Mehrheit hatte, war die erste, die Frauen 1921 das Stimmrecht gab; andere Provinzen folgten. Frauen, die das Wahlrecht auf Provinzebene besaßen, durften auch an den Wahlen zur Zentralen Gesetzgebenden Versammlung teilnehmen.
1926 erhielten Frauen auch das passive Wahlrecht. 1926 wurde Sarojini Naidu die erste Kongresspräsidentin.

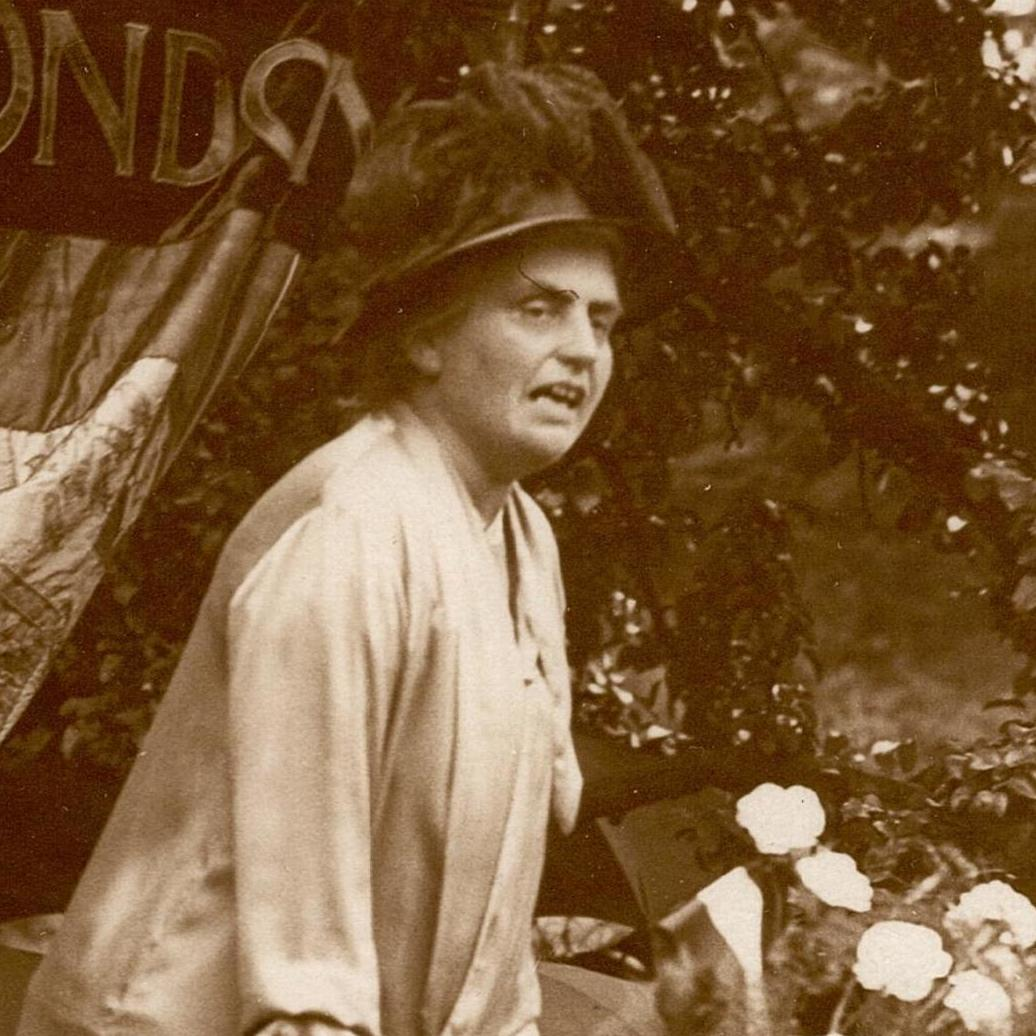
Eleanor Rathbone als Rednerin (um 1910)

Die britische Parlamentarierin Eleanor Rathbone setzte sich für das Frauenwahlrecht ein und gründete am 5. Mai 1933 das British Committee for Indian Women's Franchise, das elf Frauenorganisationen repräsentierte. Es diente als Plattform für die Politikerin, die für die indischen Frauen im Zugang zu Bildung und zum politischen Leben den Weg zu einer fortschreitenden Aufklärung sah. Sie drängte die indischen Frauen, ihre Forderung nach einem allgemeinen Wahlrecht aufzugeben, und setzte sich für ein beschränktes Frauenwahlrecht ein, das Lese- und Schreibkenntnisse verlangte und nicht einmal für alle Ehefrauen galt. Auch war sie dafür, bestimmte Parlamentssitze für Frauen zu reservieren.
Diese Beschränkungen fanden bei der Reformierung des Wahlrechts Gehör: 1935 dehnte der Government of India Act, der 1937 in Kraft trat, das Wahlrecht für beide Geschlechter weiter aus. Er sah vor, dass Frauen wählen konnten, wenn sie eine von mehreren Bedingungen erfüllten: Grundeigentum, ein bestimmtes Maß an Bildung, das das Lesen und Schreiben einschloss oder der Status einer Ehefrau, falls der Mann wahlberechtigt war. Die Änderung einer weiteren Bestimmung zeigte einen wichtigen Wandel im Verständnis dessen an, was man unter Bürgerrechten verstand: Einige Sitze in den gesetzgebenden Versammlungen der Provinzen waren für Frauen reserviert; Männer konnten diese Mandate nicht übernehmen. Diese Vorschriften garantierten, dass Frauen auch tatsächlich gewählt wurden. Die Regelung hatte auch zur Folge, dass Frauen sich auch über diese Quote hinaus um Mandate bewarben, und sorgte dafür, dass fähige Frauen ihr Können als Abgeordnete und Ministerinnen unter Beweis stellen konnten. 1937 fanden die ersten Wahlen nach diesen neuen Regeln statt. Von den 36 Millionen Stimmberechtigten waren sechs Millionen Frauen. In einigen Provinzen konnten nur Ehefrauen wählen, in anderen die Frauen, die lesen und schreiben konnten oder mit einem Offizier verheiratet waren, und immer wurde für Frauen in der Wählerschaft ein eigenes Kontingent gebildet. Von den 1500 Sitzen, die bei den Wahlen auf Provinzebene vergeben wurden, waren nur auf 56 Sitze Frauen gewählt worden.
Ende 1939 hatten alle Provinzen Frauen das Wahlrecht verliehen. Zwar war dies ein grundsätzlicher Fortschritt, doch das Wahlrecht war an Grundeigentum gebunden. Da viele Inder kein Land besaßen, erhielten relativ wenige Männer und noch viel weniger Frauen in Folge der Reformen von 1919 das Wahlrecht.
1947 erlangte Indien die Unabhängigkeit. Bis dahin hatte es weder für Frauen noch für Männer ein allgemeines Wahlrecht gegeben. Wie in Finnland so ist auch in Indien das Erlangen des Frauenwahlrechts in Verbindung mit dem Einsatz der Frauen im Kampf um Unabhängigkeit zu sehen.
1949 arbeitete die Konstituierende Versammlung eine neue Verfassung aus. Weibliche Abgeordnete, die selbst von der Quotenregelung profitiert hatten, sprachen sich gegen die Fortführung dieser Praxis aus. Die neue Verfassung, die am 26. Januar 1950 in Kraft trat, sah ein allgemeines Wahlrecht für alle Erwachsenen vor.
Doch in den Landesteilen, die bei der Teilung zu Pakistan wurden, mussten Frauen jahrelang auf das allgemeine Wahlrecht warten.
Passives Frauenwahlrecht: 26. Januar 1950
Erste Wahl einer Frau ins nationale Parlament nach der Unabhängigkeit: April 1952

### Malediven
Unter der Kolonialverwaltung wurde das Frauenwahlrecht 1932 gewährt. Bei der Unabhängigkeit 1965 wurde es bestätigt.
Erste Wahl einer Frau:  Koloniales gesetzgebendes Gremium: Zwei Frauen, 1. Januar 1953. Nationales Parlament nach der Unabhängigkeit: Eine Frau, November 1979.

### Nepal
Aktives und passives Frauenwahlrecht: 1951
1952 waren bereits Frauen in das Parlament berufen worden. Die erste Wahl einer Frau ins nationale Parlament, Dwarika Devi Thakurani, erfolgte am 21. Oktober 1951. Sie war die einzige Frau unter den 109 Mitgliedern des Unterhauses. Bei denselben Wahlen wurde eine Frau ins Oberhaus berufen, das 36 Mitglieder zählte.

### Pakistan

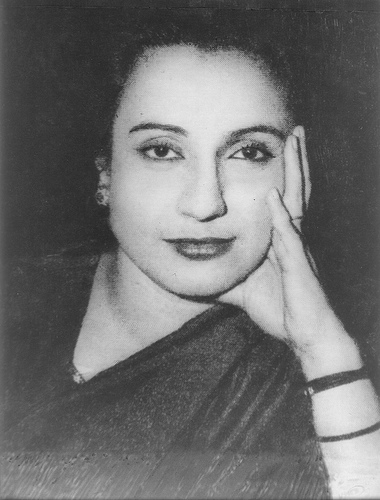
Begum Shaista Suhrawardy Ikramullah, Staatsmännin von Britisch-Bengalen und später Pakistan

1937 erhielten Frauen zwar auf nationaler Ebene ein Wahlrecht, es war aber an die Fähigkeit, lesen und schreiben zu können, sowie an Einkommen und das Zahlen von Steuern geknüpft.
1946, bei den ersten Wahlen auf der Grundlage des Government of India Act von 1919, durften Frauen unter bestimmten Bedingungen gewählt werden. Die Bedingungen trafen nur auf sehr wenige Frauen zu. Shaista Suhrawardy Ikramullah war 1946 in die Vereinigte Konstituierende Versammlung Indiens gewählt worden, bevor Pakistan sich abspaltete. Wegen der andauernden Auseinandersetzungen ordnete die moslemische Liga jedoch an, dass ihre Mitglieder die Sitze in der Versammlung nicht einnehmen sollten. 1947 wurden Shaista Suhrawardy Ikramullah und Jahanara Shah Nawaz ins nationale Parlament gewählt.
Nach der Unabhängigkeit im August 1947 wurde der Government of India Act von 1935 zur Verfassung Pakistans. Bestimmte Frauen konnten sich auf dieser Grundlage an Wahlen auf Provinzebene und auf nationaler Ebene beteiligen.
Bei den Beratungen für eine neue Verfassung in den 1950ern wurde vorgeschlagen, allen Männern das Wahlrecht zu geben, aber nur gebildeten Frauen. Tendenzen zur Islamisierung zeigten sich. So wollte etwa der Diktator Mohammed Zia-ul-Haq Frauen zwar nicht das Wahlrecht entziehen, Frauen im Staatsdienst aber zur Ganzkörperverschleierung verpflichten.
Am 23. März 1956 wurde die erste Verfassung Pakistans beschlossen, die ein allgemeines aktives und passives Wahlrecht für Erwachsene ab 21 auf allen Ebenen vorsah, wenn diese seit sechs Monaten im Land lebten. Frauen erhielten somit 1956 das volle Wahlrecht. Unter dieser Verfassung wurde jedoch wegen der Schwierigkeiten zwischen der zivilen und der militärischen Macht keine Wahl abgehalten.

### Sri Lanka
Sri Lanka war eines der ersten Länder in Asien und Afrika, in denen das Frauenwahlrecht erreicht wurde. Auf subkontinentaler Ebene bestätigt sich am Beispiel von Sri Lanka, dass das Frauenwahlrecht in abgelegeneren Gebieten, die politisch nicht im Zentrum standen, früher erlangt wurde als dort, wo es eine hoch entwickelte politische Kultur gab. Indisches nationalistisches Gedankengut fasste in Sri Lanka Fuß und trug so stark zur Entwicklung bei, dass Sri Lanka das Frauenwahlrecht vor Indien einführte. Sri Lanka hatte einen ähnlichen Hintergrund wie Indien, unterlag aber erheblichem buddhistischen Einfluss. Der Buddhismus gesteht Frauen einen hohen Stellenwert zu. Dies führte zu einer umfangreicheren Alphabetisierung von Frauen als in Staaten mit anderen Religionen, was Grundlage für ein stärkeres Selbstbewusstsein der Frauen war und sich auf die Entwicklung des Frauenwahlrechts positiv auswirkte.
Sri Lanka war seit 1815 von den Briten regiert worden. Gegen Ende des 19. Jahrhunderts bildeten sich eine einheimische Mittelschicht und Arbeiterschicht heraus, und diese forderten alsbald politische Rechte. 1912 erhielten Männer aus der Mittelschicht das Wahlrecht, und dies ermutigte wie in Europa Frauen, für ihresgleichen ein Wahlrecht zu gleichen Bedingungen wie das der Männer zu fordern.
1927 wurde eine Frauenwahlrechtsorganisation (Women's Franchise Union) gegründet, die vor allem von gebildeten Frauen unterstützt wurde, von denen viele im Bildungsbereich arbeiteten, auch in herausragenden Positionen.
Die Briten baten Lord Donoughmore, einer Kommission vorzustehen, die einen Reformprozess in Sri Lanka vorbereiten und einleiten sollte. Er war ein Befürworter von Frauenrechten im Bildungsbereich. Die Kommission empfahl ein auf Frauen über 30 beschränktes Wahlrecht. Doch die verfassunggebende Versammlung ging noch weiter: Im Rahmen der Donoughmore Verfassungsreformen von 1931 wurde am 20. März 1931 das Wahlrecht für Frauen über 21 eingeführt. Dies entsprach der gesetzlichen Regelung, die drei Jahre zuvor in Großbritannien eingeführt worden war.
Bei der Erlangung der Unabhängigkeit 1948 wurden das aktive und passive Frauenwahlrecht bestätigt.
Passives Frauenwahlrecht: 20. März 1931
Seitdem waren Frauen jedoch nur in verschwindend geringer Anzahl in den politischen Gremien vertreten. Von den Abgeordneten der gesetzgebenden Versammlung auf nationaler Ebene stellten sie nie mehr als 4 % der Abgeordneten, und die Teilhabe auf der Ebene der lokalen leitenden Gremien war auch unbedeutend.
Erste Wahl einer Frau ins koloniale Parlament (Senat): Adlin Molamure, 14. November 1931; ins nationale (House of Representatives): Florence Senanayake, August 1947
Siehe auch Wahlen in der britischen Kronkolonie Ceylon